# Балей, Эктор
Э́ктор Родо́льфо Бале́й (исп. Héctor Rodolfo Baley; род. 16 ноября 1950, Сан-Николас-де-лос-Арройос, провинция Буэнос-Айрес) — аргентинский футболист, вратарь. Чемпион мира 1978 года в качестве запасного игрока.

## Биография
Эктор Балей начал профессиональную карьеру в конце 1960-х годов в «Эстудиантесе», однако молодому вратарю было практически невозможно выдержать конкуренцию с Альберто Полетти в клубе, выигравшем в тот период три подряд Кубка Либертадорес, а также Межконтинентальный кубок. Балей провёл за «студентов» всего три матча в чемпионате Аргентины и покинул команду по окончании 1971 года.
Затем выступал за клуб «Колон» из Санта-Фе и «Уракан». В последней команде Балей стал настоящим лидером и удостоился вызова в сборную Аргентины. На домашнем чемпионате мира Балей был частью заявки аргентинцев, но был лишь резервным голкипером и не сыграл ни одного матча, однако также стал чемпионом мира. Всего сыграл за Аргентину в 13 матчах. Среди них особенно удачными были игры против ФРГ в 1982 году и Англии (1:1) незадолго до Фолклендской войны. Был также в заявке сборной Аргентины на провальном для неё чемпионате мира 1982 года.
В 1978 году Балей перешёл в «Индепендьенте», где в последующие годы в основном боролся за место в основе и провёл не очень много матчей. Тем не менее, он стал чемпионом Аргентины 1978 года (турнир Насьональ).
В ходе сезона 1982/1983 выступая за свой последний клуб в профессиональной карьере, «Тальерес» из Кордовы, Балей получил серьёзную травму и это дало шанс проявить себя будущему вратарю «Ривер Плейта» и сборной Аргентины Анхелю Комиссо. Завершил карьеру игрока Балей в 1987 году.
За смуглый цвет кожи получил прозвище Chocolate, и даже Negro. Подтверждений о негритянском происхождении Балея нет, но возможно его предки африканского происхождения ассимилировались с аргентинцами европейского происхождения, что для Аргентины не было редкостью.
Эктор Балей на данный момент является начальником Управления спорта и отдыха города Кордовы.

## Достижения
- Чемпион мира: 1978
- Чемпион Аргентины: 1978 (Насьональ)